# Gyrus frontal supérieur

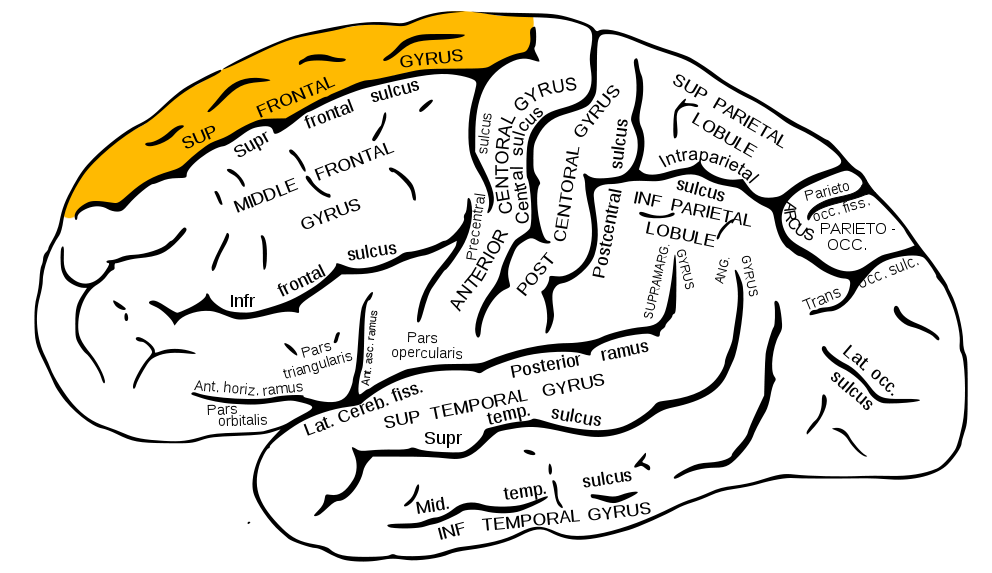
Gyrus frontal supérieur sur une vue latérale gauche.

Le gyrus frontal supérieur F1 est un gyrus du lobe frontal du cortex cérébral, situé sur la convexité hémisphérique et limité en bas par le sillon frontal supérieur.
Ce gyrus comporte deux segments :
- un segment supérieur ou dorsal qui longe le bord supérieur de l'hémisphère, limité en dedans par le sillon cingulaire et en dehors par le sillon frontal supérieur. Il est donc à cheval sur le bord de l'hémisphère, avec une partie sur la face interne et une autre sur la face externe.
- un segment orbitaire prolongeant le gyrus sur la face inférieure du cerveau. Cette partie est limitée par le sillon olfactif et un segment interne du sillon orbitaire.

## Galerie

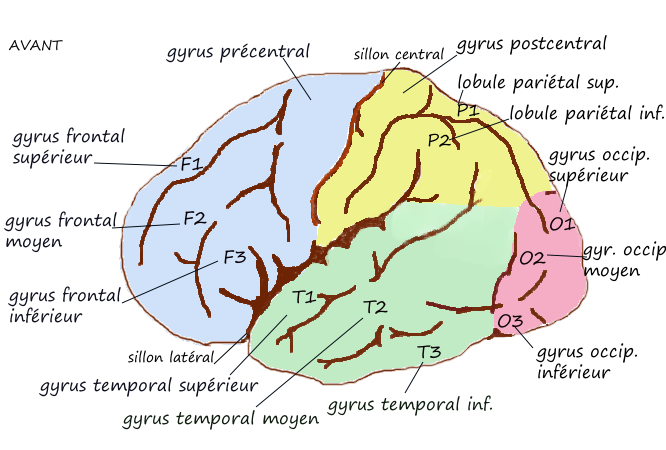
Face externe du cerveau
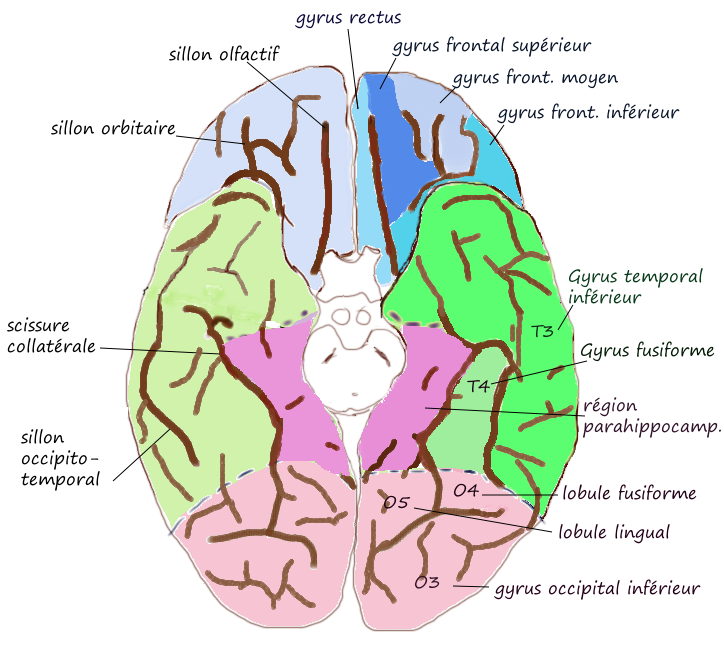
Face inférieure